# Thoiré-sous-Contensor
Thoiré-sous-Contensor – miejscowość i gmina we Francji, w regionie Kraj Loary, w departamencie Sarthe.
Według danych na rok 1990 gminę zamieszkiwały 94 osoby, a gęstość zaludnienia wynosiła 16 osób/km² (wśród 1504 gmin Kraju Loary Thoiré-sous-Contensor plasuje się na 1116. miejscu pod względem liczby ludności, natomiast pod względem powierzchni na miejscu 1157.).